# Tongzhou, Peking
Tongzhou är ett stadsdistrikt i Pekings storstadsområde i Kina. .
Distriktet är beläget vid Hai He, som är segelbar till Tongzhou och dess biflod Datonghe, 15 kilometer öster om Peking, vars egentliga hamn Tongzhou är, förenat därmed genom en bred chaussé och en kanal.
Tongzhou hette på 200-talet f. Kr. Lu (路) härad, fick 618 e. Kr. namnet Huanzhou och i början av 1100-talet namnet Tongzhou. I närheten ligger Bailiqiao. Under boxarupproret 1900 besattes Tongzhou av de allierade och förenades genom en tillfällig, av tyskar byggd, järnväg med Peking. I Tongzhou upprättades 1891 en station av Svenska missionen i Kina. 

## Administrativ indelning
Tongzhou är indelat i sex stadsdelsdistrikt, tio köpingar och en socken..
Stadsdelsdistrikt:

- Beiyuan (北苑街道)
- Luyuan (潞源街道)
- Tongyun (通运街道)
- Xinhua (新华街道)
- Yuqiao (玉桥街道)
- Zhongcang (中仓街道)

Köpingar:

- Huoxian (漷县镇)
- Liyuan (梨园镇)
- Lucheng (潞城镇)
- Majuqiao (马驹桥镇)
- Songzhuang (宋庄镇)
- Taihu (台湖镇)
- Xiji (西集镇)
- Yongledian (永乐店镇)
- Yongshun (永顺镇)
- Zhangjiawan (张家湾镇)

Etnisk minoritetssocken:
- Yujiawu (于家务回族乡) - (huifolket)